# Paratolna brunneovittata
Paratolna brunneovittata är en fjärilsart som beskrevs av Aurivillius 1925. Paratolna brunneovittata ingår i släktet Paratolna och familjen nattflyn. Inga underarter finns listade i Catalogue of Life.